# إيلين كريستين
إيلين كريستين (بالإنجليزية: Ilene Kristen)‏ هي ممثلة أمريكية، ولدت في 30 يوليو 1952 في بروكلين في الولايات المتحدة.

## أعمال

### مسلسلات
- عالم آخر

## وصلات خارجية
- الموقع الرسمي
- إيلين كريستين على موقع IMDb (الإنجليزية)
- إيلين كريستين على موقع قاعدة بيانات برودواي على الإنترنت (الإنجليزية)
- إيلين كريستين على موقع قاعدة بيانات برودواي على الإنترنت (الإنجليزية)
- إيلين كريستين على موقع قاعدة بيانات الفيلم (الإنجليزية)